# Velika Sestrica (Rovinj)
Koordinati:   45°02′04″N, 13°40′26″E
Velika Sestrica je majhen nenaseljen otoček ob zahodni obali Istre južno od Rovinja. Površina otočka meri 0,066 km², dolžina obalnega pasu je 0,97 km. Najvišji vrh na otočku soseže višino 9 mnm.